# 陈心陶
陈心陶（1904年5月4日—1977年10月29日），福建古田人，中国寄生虫研究的先驱。曾任岭南大学、中山大学教授，在医学寄生虫的研究、教育与防治方面作出卓越贡献，尤其是为中国血吸虫病防治作出了重大贡献。
1925年毕业于福建协和大学生物学系。历任岭南大学生物系助教、讲师。1928—1929年在美国明尼苏达大学攻读寄生虫学，获理学硕士学位。1929—1931年　在美国哈佛大学医学院进修比较病理学，获哲学博士学位。1931年任岭南大学生物系主任、理科研究所所长。1949年中华人民共和国成立后归国，任岭南大学医学院（1953年改为中山医学院）寄生虫学教授、寄生虫学教研室主任。1950年夏受广东省人民政府委托到四会县开展血吸虫病防治工作，使广东省成为中国第一批达到基本消灭血吸虫病，并能巩固下来的省份。兼任广东省血吸虫病研究所所长、广东省热带病研究所所长、广东省生物学会理事长、广东省寄生虫学会理事长、1973年担任《中国动物志》副主编、 《中国吸虫志》主编。1956年应邀参加最高国务会议。1958年加入中国共产党，被选为中共中山医学院委员会委员，中共广东省委委员，第三届及第四届全国人民代表大会代表。
他于1935年发现的广东住血线虫（学名：Angiostrongylus cantonensis），被公认是广泛分布于东南亚、太平洋周边及世界其他地区的脑膜炎病原。
1990年，广东省三水县人民政府在曾经是血吸虫病重点疫区的南山镇九龙山建造了陈心陶纪念碑。